# Nu (Renoir)
Nu és una pintura a l'oli realitzada per Auguste Renoir el 1876 i que actualment s'exposa al Museu Puixkin de Moscou.
El quadre que representa una dona jove i nua s'ha conegut sota títols diferents: Étude, Baigneuse, o Nue. L'artista es recrea en l'encant de la seva model - la seva pell tendra, translúcida, les seves corbes voluptuoses, els seus ulls blaus, els seus cabells de seda suaus. Totes aquelles qualitats es rendeixen a través del color, la seva riquesa inacabable de matisos i ombres subtils, la seva lluminositat i radiància. La tècnica emfatitza la feminitat del cos nu.
Renoir va sentir profunda admiració per les figures femenines nues, sent una constant a la seva producció, mostrant en totes elles a l'artista classicista amb influències de Rubens o Tiziano. No debades aquest tipus d'imatges servirà a l'artista per recuperar una forma que anava perdent l'Impressionisme i que ell no desitjava oblidar, potser pel seu aprenentatge com a decorador de porcellanes. Sabem el nom de la model, Anne, que posa en una postura forçada, amb el cos cap a dins i el rostre mirant l'espectador. Un bon nombre de teles blanques forma el fons, en sintonia amb la pell daurada de la jove, per qui rellisca la llum. Les línies del cos demostren l'exquisitat del dibuix de Renoir, creant un sensacional efecte volumètric a la figura.